# Telefonoaudiologia
Telefonoaudiologia pode ser definida como um "trabalho ou serviço realizado exclusivamente por profissionais da área da fonoaudiologia, que atuam por meio das tecnologias de informação e comunicação (TICs)", de modo a prestar serviços de teleconsultoria, segunda opinião formativa, teleconsulta, telediagnóstico e telemonitoramento. Como assegurado pela resolução CFFa nº 580, os atendimentos da telefonoaudiologia devem apresentar a mesma eficácia, efetividade e equivalência do atendimento e do ensino presencial, além de contemplarem os princípios éticos de sigilo, confidencialidade e privacidade. Os métodos de teleatendimentos podem ser realizados nas modalidades síncrona, assíncrona ou híbrida.
A teleconsulta pode apresentar diversas vantagens, tais como atendimento em áreas remotas, com escassez profissional e também a flexibilização de espaço e tempo. Para um bom aproveitamento dos teleatendimentos, algumas medidas são necessárias, como: acesso à tecnologia, capacitação para manusear equipamentos que serão utilizados, presença de um facilitador quando necessário, e avaliação baseada nas características do paciente de modo a definir qual modalidade será indicada e qual a melhor forma de realizá-la.
Com o avanço das tecnologias, muitas profissões da área da saúde vêm implementando ações a distância. Nesse contexto, a fonoaudiologia tem a telessaúde inserida como área de atuação desde 2009, quando foi reconhecida e regulamentada pelo Conselho Federal de Fonoaudiologia com o objetivo de realizar assistência, pesquisa e promover a educação. Os procedimentos realizados por teleconsulta necessitam apresentar eficácia igualmente aos realizados de forma presencial. Observa-se, portanto, que esta área está em expansão, o que demonstra a efetividade da telefonoaudiologia.

## Nomenclaturas
Apesar das similaridades entre as nomenclaturas relacionadas a saúde e as TICs, é importante ressaltar que cada uma delas possuem suas características próprias, deste modo destinando-se a tarefas distintas. Como, por exemplo:

### Telessaúde
A telessaúde é descrita como a distribuição de serviços e informações relacionadas à saúde com o uso de tecnologias eletrônicas de informação e comunicações, o que possibilita que ações de saúde chegue em regiões distantes e carentes em recursos, materiais e profissionais. As ações de telessaúde no Brasil ganharam força com o Programa Telessaúde Brasil Redes, do Ministério da Saúde, fortalecendo as ações da atenção primária. Com o Decreto nº 9795, de 17 maio de 2019, o Ministério da Saúde criou o Departamento de Saúde Digital, que estabelece as diretrizes da telessaúde nos serviços oferecidos pelo Sistema Único de Saúde (SUS).

### E-Saúde
E-Saúde (também conhecido como eSaúde ou internacionalmente eHealth) pode ser definido como o uso de mecanismos e ferramentas apoiadas pela Tecnologia da Informação e Comunicação (TICs) que auxiliem diariamente profissionais e usuários tanto em sistemas e registros eletrônicos quanto na qualidade de vida. De acordo com a Comissão Europeia o termo pode ser definido como: “[...] ferramentas e serviços que usam informação e comunicação tecnologias que podem melhorar a prevenção, diagnóstico, tratamento, monitoramento e gestão". De outra maneira, também é possível definir que o termo designa especificamente os cuidados à saúde de modo geral, mediante a definição do termo: “eHealth está, portanto, principalmente relacionado a cuidados de saúde envolvendo serviço profissional provedores, bem como focar em pacientes, seus comportamentos e estilo de vida (diários)."

### M-Saúde
M-Saúde, do inglês m-Health (abreviação de mobile health),  pode ser descrita como “o uso de comunicações móveis para informações e serviços de saúde”, nesta modalidade se utilizam dispositivos de comunicação móvel, tais como celulares, tablets, relógios inteligentes, dentre outros. Esta tecnologia pode ser utilizada com ou sem o envolvimento direto do profissional da área da saúde, como, por exemplo, quando o paciente informa sobre suas queixas por meio de comunicadores móveis. Esta modalidade traz novas oportunidades de melhora na prestação de serviço, comunicação e disseminação de informações da área da saúde, o que propicia conexão com pessoas e profissionais de áreas distantes, contribuindo também para a captação de dados relacionados a doenças e questões de saúde pública.

### Saúde conectada
Saúde conectada compreende o uso das TICs para o manejo da telessaúde, o que permite conectar paciente e terapeuta independente da distância, possibilitando a realização de atendimentos, diagnósticos, terapias e promoção de saúde.
Por meio da saúde conectada é possível dissipar os recursos da saúde e garantir mais oportunidades, sendo uma forma de conseguir driblar as adversidades da distância e isolamento. Nesse processo, está envolvida a prestação de serviços do profissional de saúde ao paciente suportados pela tecnologia.

## Principais modelos e atividades

### Modelos
Os modelos de serviço da telefonoaudiologia podem ser assíncronos, síncronos e híbridos. O modelo assíncrono é também conhecido como modelo "off-line", ou seja, a interação dos participantes não ocorre em tempo real: os dados são coletados, armazenados e enviados. Já no modelo síncrono, a interação dos participantes ocorre em tempo real. Este modelo envolve a utilização de áudio e vídeo de forma interativa, proporcionando uma experiência mais semelhante a situações face a face. O modelo híbrido envolve a combinação dos modelos síncrono e assíncrono.

### Atividades
Segundo as regulamentações do Conselho Federal de Fonoaudiologia e do Ministério da Saúde, são apontadas como atividades da telefonoaudiologia:
- Telediagnóstico:[19] apoio ao diagnóstico clínico a partir da emissão de laudos de exames.
- Teleconsulta:[20]  sessão fonoaudiológica mediada por tecnologias, com o fonoaudiólogo e o paciente localizados em espaços geográficos diferentes.
- Teleconsultoria:[21] consulta entre profissionais de saúde, trabalhadores e gestores, e teleconsultores, com o intuito de esclarecer dúvidas referente a temas clínicos ou de processo de trabalho das equipes, coordenação ou gestão e que pode ser realizada de maneira síncrona (agendamento de horário para conversar em tempo real) ou assíncrona (mensagem de texto disponibilizada em até 72 horas).
- Tele-educação: atividades educacionais ministradas a distância através de tecnologias da informação e comunicação, incluindo a oferta de palestras, conferências, fóruns, aulas e cursos.
- Teleinterconsulta:[22] compartilhamento de informações entre fonoaudiólogos, com ou sem a presença do cliente, para fins de apoio diagnóstico ou terapêutico.[2][23]

### Aplicações na fonoaudiologia

###### Projeto Jovem Doutor
A dinâmica do projeto envolveu a utilização de metodologias de ensino diversificadas, tais como aulas presenciais, acesso ao cybertutor, atividades práticas, disseminação do conhecimento para a população de forma mais abrangente e a avaliação das competências por meio de diferentes protocolos. Os conteúdos foram apresentados a estudantes do ensino fundamental e médio de 8 escolas públicas e privadas por estudantes de graduação e pós-graduação, supervisionados por professores universitários. Ocorreu a capacitação direta de 210 estudantes, denominados Jovens Doutores, que multiplicaram as informações recebidas a 7.512 pessoas da comunidade. Verificaram-se resultados satisfatórios por meio do amplo alcance das informações em ações de promoção de saúde, criando uma rede colaborativa do conhecimento.

###### Tele-educação em saúde da comunicação humana para o enfrentamento da tríplice endemia em Pernambuco, Brasil: um relato de experiência
O estudo avaliou o processo de implantação de sessões de tele-educação para os profissionais que atuam na atenção primária à saúde (APS) e nos Núcleos de Apoio à Saúde da Família (NSF), com temáticas voltadas para as repercussões da tríplice endemia na saúde da comunicação humana no estado de Pernambuco, no Brasil. O processo de implantação foi constituído por cinco fases: parceria institucional; capacitação; planejamento; oferta do serviço e avaliação da ação. Foram realizadas sete sessões educativas. O total de acessos incluiu 175 visualizações. Na análise da satisfação, 100% consideraram as temáticas interessantes e que as contribuições oriundas dessa aprendizagem foram importantes para a qualificação profissional. A maioria (86%) referiu sentir-se segura quanto à retenção/apreensão do tema exposto.  A implantação do serviço de tele-educação proposto repercutiu em visualizações em todo estado e foi aprovada por 100% dos participantes, constituindo uma proposta de fácil acesso, abrangente e promissora no processo de educação permanente para os profissionais que atuam na APS e nos NASFs.

###### Desenvolvimento e aplicação de instrumento administrativo para orientação das pesquisas em telefonoaudiologia
O estudo objetivou desenvolver e aplicar um instrumento para orientação das pesquisas em telefonoaudiologia e identificar os pontos fortes e fracos destes projetos. Foi desenvolvido um questionário, abordando quatro competências distintas: administrativa, tecnológica, financeira e de sustentabilidade. Realizou-se a aplicação com 11 docentes que desenvolviam projetos na área de telefonoaudiologia. Foram identificados pontos fortes e pontos fracos, estando associados à especialização do capital humano. A maximização do tempo e a atualização dos recursos digitais foram identificados como insumos importantes para ampliar os benefícios dos projetos de telessaúde, rumo à vantagem competitiva organizacional.

###### Telefonoaudiologia na fissura labiopalatina: integração de serviço de alta complexidade e clínica-escola
O objetivo deste projeto foi promover a integração entre um serviço de alta complexidade e uma clínica-escola do curso de fonoaudiologia, proporcionando cuidados de saúde para o gerenciamento dos distúrbios da comunicação de uma população com anomalias craniofaciais. Participaram deste estudo 57 indivíduos, incluindo pacientes, famílias e profissionais de saúde e educação. Em conclusão, observou-se que a telefonoaudiologia promoveu a integração entre serviço de alta complexidade e uma clínica-escola, além de otimizar o diagnóstico e o tratamento de distúrbios da fala apresentadas pela população com fissura labiopalatina.

## Considerações éticas e regulatórias

### Declaração de Tel Aviv
Em outubro de 1999, aconteceu em Tel Aviv, a 51.ª Assembleia Geral da Associação Médica Mundial, evento em que Israel empregou a "Declaração de Tel Aviv sobre responsabilidades e normas éticas na utilização da telemedicina". A declaração referida foi usada como modelo de orientação ética para as diversas atividades de telemedicina. Em seu texto, a declaração enfatiza que "independente do sistema de telemedicina que o médico utiliza os princípios da ética médica, a que está sujeita mundialmente a profissão médica, nunca devem ser comprometidos".
A Declaração de Tel Aviv elabora diversas orientações e recomendações nas temáticas: Tipos de Telemedicina, Princípios da Relação Médico-Paciente, Responsabilidades do Médico, Responsabilidade do Paciente, O Consentimento e Confidencialidade do Paciente, Qualidade da Atenção e Segurança na Telemedicina, Qualidade da informação, Autorização e Competência para Utilizar a Telemedicina, História Clínica do Paciente e Formação em Telemedicina. Dentre as suas principais orientações e recomendações, destacam-se:
A Declaração de Tel Aviv foi considerada no texto da resolução Nº 56, de 1.º de abril de 2020, no Diário Oficial da União.

### Resoluções do Conselho Federal de Fonoaudiologia
As resoluções CFFa nº 366/09 e CFFa nº 427/13 que se referiam sobre a telessaúde em fonoaudiologia foram revogadas. Atualmente, a resolução CFFa nº 580/20 está em vigência e apresenta a regulamentação da telefonoaudiologia.

#### Resolução CFFa nº 366
A resolução CFFa nº 366, de 25 de abril de 2009 apresentava informações sobre o exercício da profissão por intermédio das tecnologias da informação e comunicação com o uso de metodologias interativas e de ambientes virtuais de aprendizagem, afim de prestar assistência, promover educação e fazer pesquisa em Saúde. O Art. 2.º falava sobre a utilização da infra-estrutura tecnológica adequada para garantir confidencialidade, privacidade e sigilo profissional. O Art. 3.º discutia sobre os cuidados necessários para emitir opiniões, recomendações e tomar decisões fonoaudiológicas. Outras questões importantes também foram tratadas, como: a necessidade de ter um fonoaudiólogo presencialmente para acontecer o suporte diagnóstico e terapêutico à distância; a responsabilidade profissional do atendimento; a autorização do paciente sobre a transmissão de informações a outro profissional; a inscrição das empresas que prestavam serviço de telessaúde em fonoaudiologia como pessoa Jurídica do Conselho Regional; a autonomia e independência do fonoaudiólogo em decidir sobre o uso da telessaúde em fonoaudiologia; e sobre garantir a mesma eficácia do atendimento presencial.

#### Resolução CFFa nº 415
A resolução CFFa nº 415, de 12 de maio de 2012, dispõe sobre a importância do registro de informações e procedimentos fonoaudiológicos de todos os atendimentos, seja em prontuário, manuscrito ou eletrônico, guardado no mínimo de 10 anos após alta, suspensão ou abandono do paciente ao tratamento, devendo ser disponibilizado quando solicitado ao Conselho Regional de Fonoaudiologia. E segundo o Art. 13. “No caso de prontuário eletrônico, obrigatoriamente, observar-se-ão as normas de segurança e confidencialidade”.  

#### Resolução CFFa nº 427
A resolução CFFa nº 427, de 1.º de março de 2013 regulamentava a telessaúde em fonoaudiologia e dava outras providências. Essa resolução apresentava a definição de telessaúde em fonoaudiologia, os tipos de serviços em saúde prestados, como: teleconsultoria, segunda opinião formativa, teleconsulta, telediagnóstico, telemonitoramento e teleducação; a autorização do paciente sobre a transmissão de informações a outro profissional; o cuidado referente à opinião formativa; o direito do cliente de se recusar a receber serviços via telessaúde; a autonomia e independência do fonoaudiólogo em decidir sobre o uso da telessaúde em fonoaudiologia; a obrigatoriedade da declaração de endereço físico para prestar serviços de telessaúde em fonoaudiologia e inscrição no Conselho de sua jurisdição, bem como estar em dias com as obrigações legais; ter um responsável técnico inscrito no Conselho Regional; e informações sobre o exercício da telessaúde por fonoaudiólogo registrado no Brasil, prestado a clientes ou profissionais fora do país.

#### Resolução CFFa nº 580
Com a resolução CFFa n°. 580 foi regulamentado a telefonoaudiologia como o exercício da fonoaudiologia, mediado por tecnologias da informação e comunicação (TICs), para fins de promoção de saúde, do aperfeiçoamento da fala e da voz, assim como para prevenção, identificação, avaliação, diagnóstico e intervenção dos distúrbios da comunicação humana, equilíbrio e funções orofaciais, nas modalidades assíncrona ou síncrona, de forma híbrida ou automática, e serviços de telefonoaudiologia interpretativos; teleconsulta, teleconsultoria, teleinterconsulta e o telemonitoramento.
Na resolução também é abordado sobre: a decisão do profissional em utilizar a telefonoaudiologia; a identificação ao cliente ou à instituição contratante ao prestar o serviço; a avaliação da informação que se recebe, devendo emitir opiniões, recomendações ou tomar decisões apenas quando a qualidade da informação disponível for suficiente; a avaliação face a face adequada antes de diagnosticar e/ou tratar; o respeito à infraestrutura tecnológica física, os recursos humanos e materiais adequados; às normas técnicas de guarda, manuseio e transmissão de dados; a equivalência em relação aos serviços prestados presencialmente; os conhecimentos quanto à seleção e manejo de TICs adequadas para a atividade; os registros no prontuário; e sobre a responsabilidade do profissional pelos resultados advindos de sua intervenção. Ao final, é detalhado ainda sobre o facilitador na atividade, a confidencialidade de dados e sobre a tomada de decisão de acordo com as informações clínicas e não clínicas.
Os modelos de fornecimento de serviço em Telefonoaudiologia incluem as formas assíncrona (interação entre os participantes não ocorre em tempo real), síncrona (interação em tempo real, geralmente com a utilização de áudio e vídeo ou compartilhamento remoto de aplicativos), híbrida (combinação dos modelos síncrono e assíncrono) e automática (registro e transmissão dos dados de saúde de um cliente automaticamente, gerando um relatório regular).
Ainda, a resolução CFFa No. 615/2021 de 8 de abril de 2021 altera parágrafo da resolução CFFa Nº 580, esclarecendo que os fonoaudiólogos que prestam serviços via Telefonoaudiologia devem enviar uma declaração autorreferida ao Conselho Regional de sua jurisdição informando que tem formação ou experiência na área da Telefonoaudiologia.

### Código de Ética da Fonoaudiologia
Dentre os principais princípios do teleatendimento, pode-se destacar que a qualidade dos serviços oferecidos à distância deve ser a mesma dos atendimentos realizados presencialmente. De acordo com o Código de Ética da Fonoaudiologia:
- Os profissionais que utilizam a telefonoaudiologia devem seguir as leis e regras estabelecidas pelos órgãos representativos da classe.
- Estes também devem utilizar tecnologias de informação e comunicação de acordo com a legislação em vigor.
- O profissional tem autonomia e independência para determinar quais clientes podem ser atendidos pelo teleatendimento.
- Comunicar aos clientes os riscos, benefícios, e intercorrências que podem ocorrer durante o tratamento fonoaudiológico.
- Com o objetivo de ter uma segunda opinião, o fonoaudiólogo  pode contatar outro profissional por meio de recursos tecnológicos.
- O fonoaudiólogo consultado para emitir a segunda opinião, só poderá informar sua conduta fonoaudiológica se os dados fornecidos sobre o caso forem suficientes.
- Os teleatendimentos só podem ser realizados por profissionais devidamente habilitados, registrados no Conselho Regional de Fonoaudiologia da região em que atua e que estão em dia com suas obrigações legais.
- A privacidade do cliente deve sempre ser resguardada.
- As informações referentes ao cliente só podem ser compartilhadas com outro profissional com a autorização do mesmo.
- É dever do fonoaudiólogo assumir as responsabilidades pelos seus atos.
- Todos os atendimentos e procedimentos fonoaudiológicos realizados, faltas e desistências devem ser documentadas no prontuário.
- O profissional pode elaborar contratos que contenham as normas de seus atendimentos, mas sempre de acordo com a legislação vigente.

Portanto, é dever do fonoaudiólogo verificar e seguir a lei que regulamenta a profissão, o código de ética, assim como as normas emitidas pelos conselhos, sejam os regionais ou o federal da fonoaudiologia.

## Plataformas para teleconsulta
A garantia de privacidade e de confidencialidade do paciente é um dos princípios éticos adotados pela fonoaudiologia. O não cumprimento desses direitos é considerado uma infração ética, mesmo quando a atuação for mediada pelas tecnologias de informação e comunicação (TICs). Assim como prevê a resolução CFFa nº 427:
“Os serviços prestados (...) deverão respeitar a infraestrutura tecnológica física, recursos humanos e materiais adequados, assim como obedecer às normas técnicas de guarda, manuseio e transmissão de dados, garantindo confidencialidade, privacidade e sigilo profissional”.
“O fonoaudiólogo que presta serviço em telessaúde deve realizar procedimentos que garantam a mesma eficácia, efetividade e equivalência do atendimento e do ensino presencial”.
“As informações que dizem respeito aos pacientes somente podem ser transmitidas a outro profissional com autorização prévia do mesmo ou de seu representante legal, mediante termo de consentimento e sob normas de segurança capazes de garantir a confidencialidade e integridade das informações”.
Em caso de uso indevido de dados sensíveis de pacientes ou de vazamento de informações, há previsão de multas. Sendo assim, a seleção cautelosa da plataforma por meio da qual o fonoaudiólogo prestará serviços à distância é determinante para a prática segura. Pensando nisso, protocolos internacionais de segurança foram criados. O protocolo norte-americano Health Insurance Portability and Accountability Act (HIPAA), por exemplo, estabelece um conjunto de padrões de segurança com a finalidade de proteger informações de saúde. As versões atuais do Skype (gratuito), do Facebook Messenger, do WhatsApp e do Zoom (gratuito) não atendem aos padrões HIPAA. Algumas plataformas seguras que atendem aos padrões HIPAA são:

### HiTalk
A HiTalk é uma plataforma de videoconferência para telessaúde projetada especificamente para fonoaudiólogos e oferecida, gratuitamente, pela Sociedade Brasileira de Fonoaudiologia aos seus associados. A plataforma fornece serviços de gerenciamento completo do paciente para o fonoaudiólogo: agendamento de consultas e pagamentos. A plataforma emprega o Transport Layer Security para criptografar dados de voz e vídeo, tornando o teleatendimento seguro e protegendo os dados do paciente.

### Spruce Health Care Messenger
O Spruce Care Messenger permite a telefonoaudiologia diretamente nos tópicos de mensagens. Assim, pacientes podem acessar facilmente orientações, exercícios prescritos anteriormente e até mesmo condutas sem que seja necessária a visita física ao fonoaudiólogo. Para o profissional, o Spruce torna mais fácil e eficiente a adaptação às mudanças nas expectativas do paciente. O aplicativo oferece chamadas de vídeo, compartilhamento de fotos, de vídeos e de arquivos, notas seguras, número de telefone Spruce (comercial), correio de voz seguro, transcrição de correio de voz, e-Fax e pagamentos digitais.

### Zoom for Healthcare
A Zoom for Healthcare é uma plataforma de videoconferência que pode ser utilizada para telefonoaudiologia, uma vez que possibilita encontros por áudio e vídeo em alta definição, mesmo em ambientes com banda larga baixa. As teleconsultas podem ser realizadas por meio de aplicativos para celular Android, iOS, e computadores Windows e MacOs. A Zoom fornece serviços aprimorados de sala de espera dos pacientes, links de reuniões personalizados, gravação de consultas, compartilhamento de telas e arquivos, de bate-papo online e de colaboração com outros profissionais.

### Cisco Webex Meetings ou Cisco Webex Teams
A Cisco WebEx Meetings é uma plataforma de videoconferência corporativa que pode ser utilizada para telefonoaudiologia, uma vez que possibilita encontros por áudio e vídeo em alta definição. Para ingressar em uma reunião, não é necessário baixar um programa, basta acessar um link enviado por e-mail pelo profissional e entrar por meio de um navegador, de um aplicativo para desktop ou de para Android/iOS. A Cisco WebEx Meetings fornece serviços de sala de espera, de agendamento e de gravação de consultas, de compartilhamento de telas e arquivos e de registro do bate-papo e lista de pessoas que estiveram presentes.
A versão WebEx Teams possui recursos para ajudar profissionais a trabalharem de maneira integrada com uma equipe e/ou com colaboradores externos. Além das funcionalidades de videoconferência do WebEx Meetings, a versão Teams oferece configurações para criar espaços colaborativos de trabalho e nomear moderadores.

### Google Meet
O Google Meet, anteriormente denominado Google Hangouts, permite a conectividade com pacientes que não precisam ter contas do Google para ingressar. Por meio dele, é possível realizar o compartilhamento de tela para mostrar documentos ou exames durante a conversa e até mesmo ativar legendas instantâneas para que todos possam acompanhar, inclusive pacientes com perda de audição. Este software também proporciona uma maneira segura dos fonoaudiólogos se comunicarem e trocarem informações sobre pacientes para um atendimento mais completo e integrado, além de conter tecnologias de inclusão, facilitando uma teleconsulta.

### Skype for Business
A Skype for Business é uma plataforma da Microsoft restrita à empresas/clínicas e voltada à clientes de grande porte. Suporta videoconferências com até 250 usuários simultâneos, permitindo a gravação e a transmissão de videoconferências para até 10 mil espectadores. A plataforma fornece serviços de compartilhamento de telas e de arquivos, de criação de apresentações no PowerPoint durante uma chamada e de funções colaborativas.

### Amazon Chime
A Amazon Chime é uma plataforma de webconferência que ajuda empresas/clínicas de todos os tamanhos fornecendo serviços de agendamento de consultas com links personalizados, compartilhamento de tela, lista visual, gravação da consulta, bate-papo online e mensagens de texto. Além disso, o aplicativo avisa quando estiver chegando a hora da consulta para evitar atrasos e garantir que o agendamento esteja sempre no horário. Todas as conversas, que podem ser gravadas para consulta posterior, têm criptografia avançada em 256 bits para proteger os dados trafegados, o que pode auxiliar o fonoaudiólogo na orientação de diagnóstico e terapia.

### Updox
A Updox é uma plataforma baseada em nuvem que permite aos fonoaudiólogos e às suas clínicas simplificarem as operações relacionadas ao paciente. A plataforma oferece serviços de agendamento e de lembrete de compromissos, de processamento de pagamentos online e de coleta de formulários variados. Os profissionais também podem se comunicar com pacientes e membros de sua equipe por SMS ou por bate-papo em chamada de vídeo, colaborar com membros remotos da equipe e manter um diretório de funcionários e pacientes.

### Doxy.me
A Doxy.me é uma plataforma em nuvem que oferece todo o mecanismo de comunicação com o paciente por meio de chat, áudio e vídeo pelo navegador, sendo acessível via desktop, notebook, celular e outros dispositivos. A plataforma pode ser utilizada tanto por pacientes quanto por fonoaudiólogos, abrangendo, inclusive, equipes clínicas.

### VSee
A VSee é uma plataforma para telefonoaudiologia baseada em webconferência (VSee Clinic) e aplicativos desktop e móveis para comunicação com pacientes (VSee Messenger). A VSee Clinic se comporta como uma clínica virtual: tem sala de espera virtual e interatividade entre paciente/fonoaudiólogo por meio de chat, áudio e vídeo.

### GoToMeeting
O GoToMeeting é um solução (da empresa GoTo) que oferece uma plataforma que pode ser utilizada para a telefonoaudiologia, onde os profissionais (ou administradores) podem facilmente gerenciar os pacientes (ou usuários) que já estejam cadastrados em outras tecnologias, como o Active Directory, através da integração entre elas.
Diversos recursos são fornecidos, como: gravação de consulta, captura da tela, compartilhamento de arquivos e de exames por meio de plataforma web ou aplicativos no celular.

### Tabela comparativa de recursos
| Nome da plataforma                      | Preço da assinatura | O que fornece? | Meio de acesso                                                                                  | Limitações |
| HiTalk                                  | - R$ 99,90/mês. - Grátis para associados da SBFa.                                                                               | - Agendamento de consultas. - Pagamento por meio da plataforma. | Plataforma Web (sem instalação).                                                                | - 500 minutos de atendimento/mês. |
| Spruce Health Care Messenger            | - Plano Básico: US$ 24/mês. - Plano Comunicador: US$49/mês. *14 dias de teste grátis.                                           | - Plano Básico: mensagem ao paciente e à equipe, chamada de vídeo, número de telefone comercial, e-Fax e contrato de parceria comercial. - Plano Comunicador: recursos do Plano Básico + configuração de caixa de entrada personalizada, horas de treino na plataforma e pagamentos móveis. | Android, iOS e web.                                                                             | |
| Zoom for Healthcare                     | - A partir de US$ 200/mês. | - Áudio e vídeo em alta definição, mesmo em ambientes com banda larga baixa. - Sala de espera para pacientes, links de reuniões personalizados, gravação de consultas, compartilhamento de telas e arquivos, bate-papo online e colaboração de outros profissionais. | Android, iOS, Windows e MacOS (web).                                                            | |
| Cisco Webex Meetings/ Cisco Webex Teams | - Gratuito. - Iniciante: US$ 14,95/mês. - Plus: US$ 19,95/mês. - Business: US$ 29,95/mês.                                       | - Áudio e vídeo em alta definição. - Sala de espera, agendamento e gravação de consultas, compartilhamento de telas e de arquivos e armazenamento de informações sobre a reunião. - WebEx Team: criar espaços colaborativos de trabalho e nomear moderadores. | Aplicativo em Android, iOS ou desktop.                                                          | - Gratuito: 1 GB de espaço na nuvem e reuniões com até 100 pessoas por um período máximo de 50 minutos. - Apenas planos pagos oferecem suporte personalizado para ajudar com eventuais dificuldades no uso da ferramenta. |
| Google Meet                             | - Gratuito. - G Suite. Essentials: US$ 10/mês. - G Suite Enterprise: é necessário contatá-los para informações quanto ao preço. | - Videoconferência com vários participantes. - Compartilhamento de tela para mostrar documentos e/ou imagens de exames durante a conversa. - Opção de legendas instantâneas com a tecnologia de reconhecimento de fala do Google para que todos possam acompanhar. | iOS, Android e web.                                                                             | - Gratuito: 1 hora de reunião (24 horas até 30 de setembro de 2020), até 100 participantes na reunião e número ilimitado de reuniões. - G Suite Essentials: 300 horas de reunião, até 150 participantes em cada reunião e número ilimitado de reuniões. - G Suite Enterprise: 300 horas de reunião, até 250 participantes em cada reunião e número ilimitado de reuniões. |
| Skype for Business                      | - US$ 2/mês para cada usuário.                                                                                                  | - Videoconferências com até 250 usuários simultâneos (até 10 não-assinantes podem participar por vez). - Gravação e transmissão de videoconferências para até 10 mil espectadores. - Serviços de integração à suíte de escritório da Microsoft, de compartilhamento de telas e arquivos, de criação de apresentações no PowerPoint durante uma chamada e de funções colaborativas.                                 | Android, iOS, Windows e MacOs.                                                                  | - Restrita a empresas e voltada à clientes de grande porte. |
| Amazon Chime                            | - Gratuito. - Plus: US$ 2,50/mês por moderador. - Pro: US$ 15/mês por moderador.                                                | - Agendamento de reuniões com links de reuniões personalizados. - Compartilhamento de tela, lista visual, gravação, bate-papo online e mensagens de texto. - O aplicativo liga em todos os dispositivos do usuário na hora da reunião para ajudar a garantir que não haja atrasos e que a reunião comece no horário. - Todas as conversas têm criptografia avançada em 256 bits para proteger os dados trafegados. | Android, iOS, Windows e MacOs.                                                                  | - Gratuito: somente para chamadas entre duas pessoas pelo computador ou celular. - Plus: conversas em vídeo com até 16 pessoas ao mesmo tempo, via computador, e 8 pessoas pelo smartphone. - Pro: salas de reunião com até 100 integrantes. |
| Updox                                   | - Apenas versão paga. - É necessário contatá-los para informações quanto ao preço.                                              | - Comunicação e SMS, e-mail, e-fax, referências, lembretes e videoconferência. | Web e aplicativo do windows.                                                                    | - Disponível somente em língua inglesa. |
| Doxy.me                                 | - Gratuito. - Professional: US$ 35/mês. - Clinic: US$ 50/mês.                                                                   | - Plataforma em nuvem que oferece todo o mecanismo de comunicação (chat, áudio e vídeo) por minutos e sessões ilimitadas. | Desktop, notebook, celular e dispositivos que executam um navegador moderno como Google Chrome. | - Na versão gratuita, a definição de áudio e vídeo é baixa e não há opção de ligação apenas por áudio. |
| VSee                                    | - Gratuito. - Básico: US$ 49/mês. - Enterprise: é necessário contatá-los para informações quanto ao preço.                      | - Sala de espera virtual e interatividade (chat, áudio e vídeo). - VSee Messenger responsável pela comunicação, acompanhamento e integração direta com o paciente. | Plataforma Web.                                                                                 | - Na versão gratuita, não é possível realizar o download ou videoconferência em um clique. - Disponível somente em língua inglesa. |
| GoToMeeting                             | - Profissional: US$ 12/mês. - Business: US$ 16/mês. - Enterprise: é necessário contatá-los para informações quanto ao preço.    | - Videoconferências. - Compartilhamento de tela. - Conferência para celular. - Gravação e transcrição da reunião. | Navegadores: MacOs, Windows, Chrome OS e Linux. Para os dispositivos móveis: iOS e Android.     | - Disponível somente em planos pagos. |